# Rinaldo Nocentini
Rinaldo Nocentini (Arezzo, 25 de septiembre de 1977) es un ciclista italiano que fue profesional entre 1999 y 2019.

## Biografía
Debutó como profesional en la temporada 1999 en las filas del equipo Mapei-Quick Step y se retiró en 2019 tras competir los últimos años de su carrera con el equipo portugués Sporting-Tavira.
Su principal logro como profesional fue portar el maillot amarillo en el Tour de Francia 2009, durante ocho jornadas, merced a una escapada con final en Ordino-Arcalís en la séptima etapa, que fue ganada por Brice Feillu.
En diciembre de 2020 fue sancionado por el Tribunal Nacional Antidopaje del CONI por cuatro años, hasta el 29 de noviembre de 2024, por irregularidades en su pasaporte biológico, además de serle anulados todos sus resultados desde enero de 2018.

## Palmarés
| 1999 - 2 etapas del Tour de Langkawi 2003 - Giro de Toscana 2004 - 1 etapa del Tour de Polonia 2005 - Subida al Naranco 2006 - Giro de los Apeninos - Giro del Veneto - Coppa Placci 2007 - 1 etapa del Tour del Mediterráneo - G.P. Miguel Induráin | 2008 - Gran Premio de Lugano 2009 - 1 etapa del Tour de California 2010 - 1 etapa del Tour du Haut Var - Tour del Mediterráneo 2016 - Trofeo Joaquim Agostinho 2017 - 1 etapa de la Vuelta al Alentejo - 3.º en el Campeonato de Italia en Ruta \| Resultados anulados desde enero de 2018 \| \| -------------------------------------------- \| \| 2018 - 2 etapas de la Tropicale Amissa Bongo \| |
| Resultados anulados desde enero de 2018 | |
| 2018 - 2 etapas de la Tropicale Amissa Bongo | |

## Resultados en Grandes Vueltas y Campeonatos del Mundo
| Carrera         | Carrera         | 1999 | 2000 | 2001 | 2002 | 2003 | 2004 | 2005 | 2006 | 2007 | 2008 | 2009 | 2010 | 2011 | 2012 | 2013 | 2014 | 2015 | 2016 | 2017 | 2018 | 2019 |
| --------------- | --------------- | ---- | ---- | ---- | ---- | ---- | ---- | ---- | ---- | ---- | ---- | ---- | ---- | ---- | ---- | ---- | ---- | ---- | ---- | ---- | ---- | ---- |
|                 | Giro de Italia  | —    | 64.º | 66.º | —    | 59.º | 34.º | —    | —    | 47.º | 56.º | —    | —    | 70.º | —    | —    | —    | 73.º | —    | —    | —    | —    |
|                 | Tour de Francia | —    | —    | —    | —    | —    | —    | —    | —    | —    | —    | 12.º | 98.º | —    | —    | —    | —    | —    | —    | —    | —    | —    |
|                 | Vuelta a España | —    | —    | —    | —    | —    | —    | —    | —    | —    | 23.º | Ab.  | 53.º | —    | 18.º | 53.º | 96.º | 85.º | —    | —    | —    | —    |
| Mundial en Ruta | Mundial en Ruta | —    | —    | —    | —    | —    | —    | —    | Ab.  | —    | —    | —    | —    | —    | 76.º | Ab.  | —    | —    | —    | —    | —    | —    |

—: no participa

Ab.: abandono

## Equipos
- Mapei-Quick Step (1999-2001)
- Fassa Bortolo (2002)
- Formaggi Pinzolo (2003)
- Acqua & Sapone (2004-2006)
- Ag2r (2007-2015)
  - Ag2r Prévoyance (2007)
  - Ag2r La Mondiale (2008-2015)
- Sporting-Tavira (2016-2019)